# Nigel Havers
Nigel Allan Havers (Londres, 6 de noviembre de 1951) es un actor británico, conocido por su papel de Andrew Lindsay en la película británica de 1981 Chariots of Fire, logrando una nominación al BAFTA.

## Primeros años de vida y la familia
Nigel Havers nació en Londres y es el hijo menor del barón Michael Havers, que era un abogado y se convirtió en Lord Canciller en el gobierno conservador en 1987. Su tía paterna es la baronesa Elizabeth Butler-Sloss y su abuelo Sir Cecil Havers un abogado también.

## Educación
Havers fue educado en Nowton en un colegio independiente en Londres, optando esta por encima de Eton College como la tradición familiar dictaba (excepto por su padre, quien fue educado en Westminster School).

## Vida y carrera
Es más conocido por "ser la quintaesencia, en la vieja escuela inglesa con su deslumbrante belleza, acento y completamente encantadora forma". Su primer trabajo de actuación fue en la serie de radio Diario de la señora Dale y posteriormente continuó trabajando en teatro.
Después del teatro, Havers se sumió en un período de desempleo, tiempo durante el cual trabajó para un comerciante de vinos. Terminó esta parte de su carrera cuando su novia, que posteriormente se convirtió en su primera esposa, Carolyn Cox, sugirió que se mudaran juntos en 1974.
Su primera aparición en cine fue un papel pequeño en Pope Joan (1972), pero su primer gran éxito llegó con el papel principal en una adaptación hecha por la BBC del clásico de Dickens Nicholas Nickleby.
Cuando apareció en  Chariots of Fire (1981), era una cara familiar en la televisión. A pesar de aparecer en películas como  Pasaje a la India (1984) y  El imperio del sol (1987), más nunca se convirtió en una estrella de cine. 
También actuó en la serie La princesita  (1986) con Maureen Lipman, lo que le valió una gran audiencia dedicada a él. 

### Películas
- Penelope (2006)
- Paradise Lost (1999)
- Jours tranquilles a Clichy (1990)
- Farewell to the King (1989)
- El imperio del sol (1987)
- The Whistle Blower (1986)
- Burke & Wills (1985)
- Pasaje a la India (1984)
- Chariots of Fire (1981)
- Birth of the Beatles (1979)
- Pope Joan (1972)